# 女生要革命
《女生要革命》（英語：Moxie，風格化為MOXiE!）是一部於2021年上映的美國喜劇劇情片。電影由艾米·波勒執導，劇本由塔瑪拉·切斯塔與迪倫·邁耶爾改編自珍妮弗·馬蒂厄2015年的同名小說。哈德莉·羅賓森、艾丽西亚·帕斯夸尔-佩纳、萝伦·蔡、派翠克·史瓦辛格、尼科·希拉加、西德尼·帕克、约瑟芬·兰福德、克拉克·格雷格、伊克·巴里霍尔茨、波勒和馬西雅·蓋·哈登擔綱演出。故事講述就讀羅克波特高中的少女薇薇安以察覺校園裡的性別歧視事蹟為機緣，創辦小報《女生要革命》喚起在校女生所受到的不公平待遇和鼓勵她們能站出來，而這項舉動也在校園裡引發廣泛迴響，讓校方正視校園裡的性別議題。
電影於2021年3月3日在Netflix上映，並取得褒貶不一的評價。

## 劇情
16歲的薇薇安（Vivian）與母親麗莎（Lisa）同住。她與好朋友克劳迪娅（Claudia）共上羅克波特高中（Rockport High School）。她在上戴維斯先生（Mr. Davies）的課時，注意到原本被稱為「矮子塞特」的同學塞特（Seth）在暑假過後更加迷人。戴維斯先生介紹新學生露西（Lucy）。接著他開始關於《了不起的盖茨比》的討論，露西批評這只是另一則有錢白人追不到女生感到悲傷的故事罷了，但遭到米切爾（Mitchell）擁護盖茨比的言論打斷。
之後，薇薇安目睹米切爾拿走露西的汽水，並吐口水進去。露西向校長雪莉（Shelly）舉報米切爾，但校長不想處罰他，並嘗試避免處於兩難境地。
薇薇安在家仔細查看麗莎的東西和老舊小報，並大受啟發。隔天在學校，每個人的手機都收到運動員名單，當中帶有性別歧視和有悖常理的意見讓女孩對自己的特別特質感到尷尬和不自在。當露西受到明星運動員米切爾的辱罵時，薇薇安受到女權母親麗莎的影響，決定創辦小報《女生要革命》（Moxie），主要喚起在校女生所受到的不公平待遇和鼓勵她們能站出來。
薇薇安與露西和其他曾被貶低的女生成為朋友，但她最好的朋友克劳迪娅不願意跟上步伐，導致兩人有隔閡。薇薇安還和塞特建立關係，塞特全力支持她創辦《女生要革命》。
當米切爾打敗女候選人基拉（Kiera）贏得運動員獎時，薇薇安悲傷地走回家，灌飲整瓶香檳酒宣洩心情。她回到家看到麗莎和約翰（John），她對母親保密自己的戀情感到惱火，並吐了出來。
後來「女生要革命」女孩在整間學校貼上有粗俗話語的貼紙來回應米切爾贏獎，雪莉校長也因為不支持女孩而遭到革命組織譴責。雪莉為了殺雞儆猴而讓後期加入的克劳迪娅停學。克劳迪娅譴責薇薇安沒有站起來時（也知道她開創了《女生要革命》），薇薇安心情跌入谷底。她之後與露西、塞特和約翰共進晚餐時向他們吼叫，而與前倆鬧掰。
薇薇安發現一位匿名女生的紙條，上面寫到她去年被人強暴。薇薇安讓「女生要革命」支持者發起罷課來支持這女孩，大多數學生站出來，而薇薇安揭露自己是創辦人。啦啦隊隊長艾瑪（Emma）走出來說出自己就是寫紙條的女生，其前男友米切爾在去年兩人約會時強暴了她，而他稱她為「最值得上床的對象」讓她感到很受傷。所有學生震驚不已，紛紛給予支持。雪莉偷聽到一切並準備懲罰米切爾。
薇薇安與母親和塞特和解，而「女生要革命」獲得更多追隨者。麗莎為薇薇安感到驕傲。女孩們為「女生要革命」舉辦一場派對。

## 演員表
- 哈德莉·羅賓森（英语：Hadley Robinson） 飾 薇薇安
- 萝伦·蔡 飾 克劳迪娅
- 艾丽西亚·帕斯夸尔-佩纳 飾 露西
- 尼科·希拉加（英语：Nico Hiraga） 飾 塞特
- 莎布里娜·哈斯基特 飾 凱特琳（Kaitlynn）
- 派翠克·史瓦辛格 飾 米切爾
- 西德尼·帕克（英语：Sydney Park (actress)） 飾 基拉
- 安潔莉卡·華盛頓（英语：Anjelika Washington） 飾 艾美雅（Amaya）
- 埃米莉·霍柏（Emily Hopper） 飾 梅格（Meg）
- 喬西·托塔 飾 CJ
- 艾米·波勒 飾 麗莎
- 伊克·巴里霍尔茨 飾 戴維斯先生
- 馬西雅·蓋·哈登 飾 雪莉校長
- 約瑟芬·蘭福德 飾 艾瑪
- 喬舒亞·達內爾·沃克（Joshua Darnell Walker） 飾 傑森（Jasona）
- 克拉克·格雷格 飾 約翰
- 查理·霍爾 飾 布拉德利（Bradley）
- 達瑞爾·M·戴維（Darrell M. Davie）飾 布莱（Blaze）
- 庫珀·馬瑟斯鮑赫（Cooper Mothersbaugh）飾 达里尔（Darryl）
- 罗恩·帕金斯（英语：Ron Perkins） 飾 複印店店員
- 格雷格·波勒（英语：Greg Poehler） 飾 新聞主播
- 海倫·史雷頓-休斯（英语：Helen Slayton-Hughes） 飾 海倫（Helen）
- 凱文·多爾夫（英语：Kevin Dorff） 飾 男雜貨店經理
- 大衛·施瓦茨（英语：David Schwartz） 飾 音樂家

## 籌備
2019年2月，艾米·波勒將執導塔瑪拉·切斯塔的劇本，並在她旗下的紙風箏製片擔任製片人，而Netflix負責發行。2019年10月，哈德莉·羅賓森、萝伦·蔡、派翠克·史瓦辛格和伊克·巴里霍尔茨加入劇組。同年11月，约瑟芬·兰福德、馬西雅·蓋·哈登和克拉克·格雷格加入劇組。

### 拍攝
主體拍攝於2019年10月在加州亞凱迪亞開始。

## 上映
電影於2021年3月3日在Netflix上映。

## 評價
匯總媒體爛番茄收集的100篇專業影評文章中，「新鮮度」為70%，平均得分6.5分（滿分10分）。網站的共識評價為「《女生要革命》決定盡可能處理故事當中的適時主題時在與小說同樣的要素上略有不足，但這甜美的成長故事還是很容易討人喜歡」。Metacritic基於25篇評論文章，平均分爲54（滿分100），代表「褒貶不一的評價」。

## 外部連結
- 互联网电影数据库（IMDb）上《女生要革命》的资料（英文）

Template:Netflix已上映電影與紀錄片 (2020年代)